# Dryadaula tripudians
Dryadaula tripudians är en fjärilsart som beskrevs av Edward Meyrick 1924. Dryadaula tripudians ingår i släktet Dryadaula och familjen äkta malar.
Artens utbredningsområde är Peru. Inga underarter finns listade i Catalogue of Life.